# Michel Clément
Ne doit pas être confondu avec Clément Michel.
Michel Clément est un réalisateur et assistant réalisateur de cinéma français, né en 1924.

## Filmographie
Assistant réalisateur
- 1946 : Vingt-quatre Heures de la vie d'un clown de Jean-Pierre Melville
- 1951 : Édouard et Caroline de Jacques Becker
- 1952 : Casque d'Or de Jacques Becker
- 1953 : Rue de l'Estrapade de Jacques Becker
- 1956 : Un condamné à mort s'est échappé de Robert Bresson
- 1959 : Pickpocket de Robert Bresson
- 1968 : Histoires extraordinaires, segment "Metzengerstein" de Roger Vadim
- 1980 : Comme une femme de Christian Dura

Réalisateur
- 1960 : Le Bal des espions
- 1975 : Le Petit Rapporteur, émission de télévision (réalisateur de séquences et reportages additionnels)